# Xousse
Xousse är en kommun i departementet Meurthe-et-Moselle i regionen Grand Est (tidigare regionen Lorraine) i nordöstra Frankrike. Kommunen ligger i kantonen Blâmont som tillhör arrondissementet Lunéville. År 2022 hade Xousse 113 invånare.

## Befolkningsutveckling
Antalet invånare i kommunen Xousse
| Referens: INSEE |